# República Checa en los Juegos Paralímpicos de Río de Janeiro 2016
La República Checa estuvo representada en los Juegos Paralímpicos de Río de Janeiro 2016 por un total de 37 deportistas, 23 hombres y 14 mujeres.

## Medallistas
El equipo paralímpico checo obtuvo las siguientes medallas:
| Nombre                           | Deporte       | Evento                            |
| -------------------------------- | ------------- | --------------------------------- |
| Oro                              |               |                                   |
| Arnošt Petráček                  | Natación      | 50 m espalda S4 masculino         |
| Plata                            |               |                                   |
| Běla Třebínová                   | Natación      | 50 m espalda S5 femenino          |
| David Drahonínský                | Tiro con arco | Compuesto individual W1 masculino |
| Bronce                           |               |                                   |
| Eva Berná                        | Atletismo     | Peso F37 femenino                 |
| Běla Třebínová                   | Natación      | 50 m libre S5 femenino            |
| Jiří Suchánek                    | Tenis de mesa | Individual 2 masculino            |
| Šárka Musilová David Drahonínský | Tiro con arco | Compuesto por equipos W1 mixto    |